# Cybaeodes alicatai
Cybaeodes alicatai är en spindelart som beskrevs av Norman I. Platnick och Di Franco 1992. Cybaeodes alicatai ingår i släktet Cybaeodes och familjen månspindlar.
Artens utbredningsområde är Tunisien. Inga underarter finns listade i Catalogue of Life.